# یزمان، پاکستان
یزمان (به انگلیسی: Yazman) یک شهر در پاکستان است که در پنجاب واقع شده‌است. یزمان ۱۱۵ متر بالاتر از سطح دریا واقع شده‌است.